# Kościół Wszystkich Świętych w Dzierzbinie
Kościół Wszystkich Świętych – parafialny kościół katolicki zlokalizowany we wsi Dzierzbin, w gminie Mycielin (powiat kaliski). Funkcjonuje przy nim parafia Wszystkich Świętych.

## Historia
Kościół wzniesiono z kostki granitowej najprawdopodobniej w końcu XII wieku. Z tego obiektu pozostał do dziś korpus nawowy. W następnych wiekach przeszedł kilka przebudów z wykorzystaniem cegły. Dobudowano m.in. gotyckie prezbiterium. Brama na teren kościelny pochodzi z 1919. Przy kościele stoi metalowa dzwonnica z dwoma dzwonami.
W 2011 nastąpiło odnowienie wnętrz kościoła – wykonano nową posadzkę w prezbiterium oraz w korpusie nawowym, jak również w zakrystii. W prezbiterium posadowiono nowy ołtarz oraz ambonę. Zmodernizowano też instalację elektryczną i pomalowano wnętrze. 

## Wnętrze
Na wyposażeniu świątyni są trzy rokokowe ołtarze z końca XVIII wieku. Polichromia autorstwa Stefana Derbicha pochodzi z 1979. 

## Otoczenie
Plebania kryta dachem naczółkowym zbudowana została na przełomie XIX i XX wieku. Przy kościele rośnie lipa o obwodzie 400 cm.

## Turystyka
Kościół znajduje się na przebiegającym przez powiat koniński Szlaku Piastów, stanowiącym uzupełnienie Szlaku Piastowskiego.

## Galeria

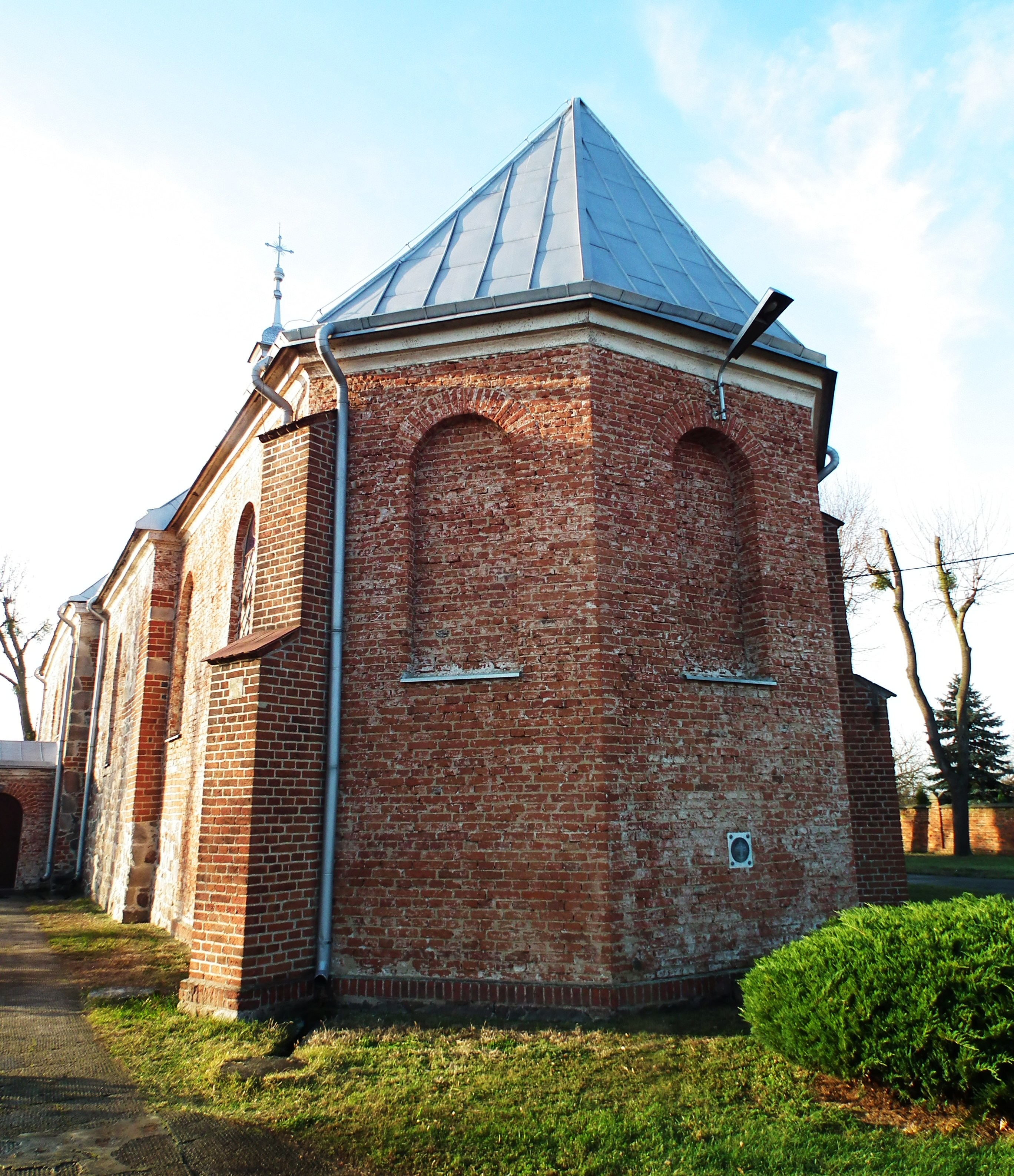
Prezbiterium
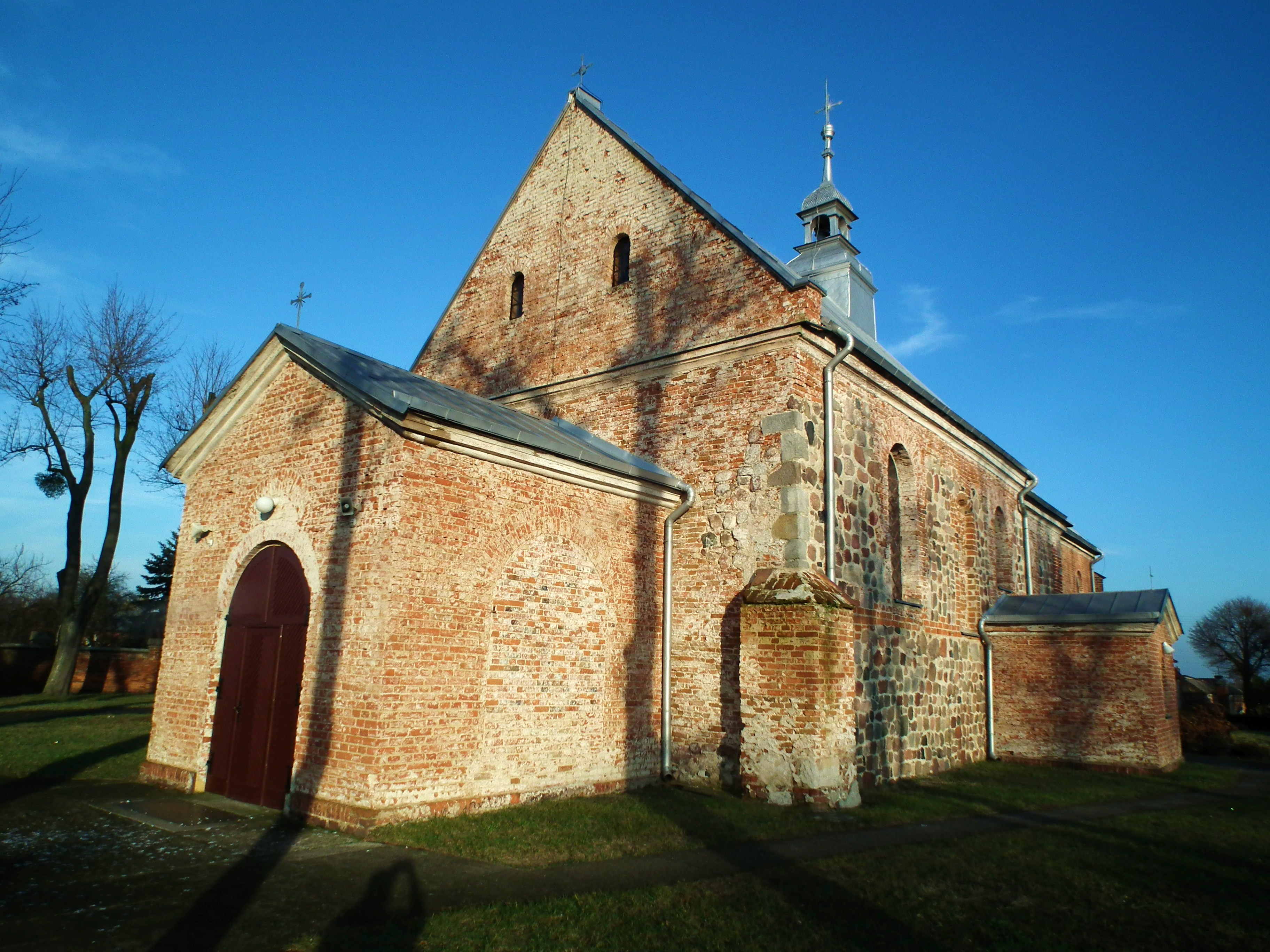
Kruchta
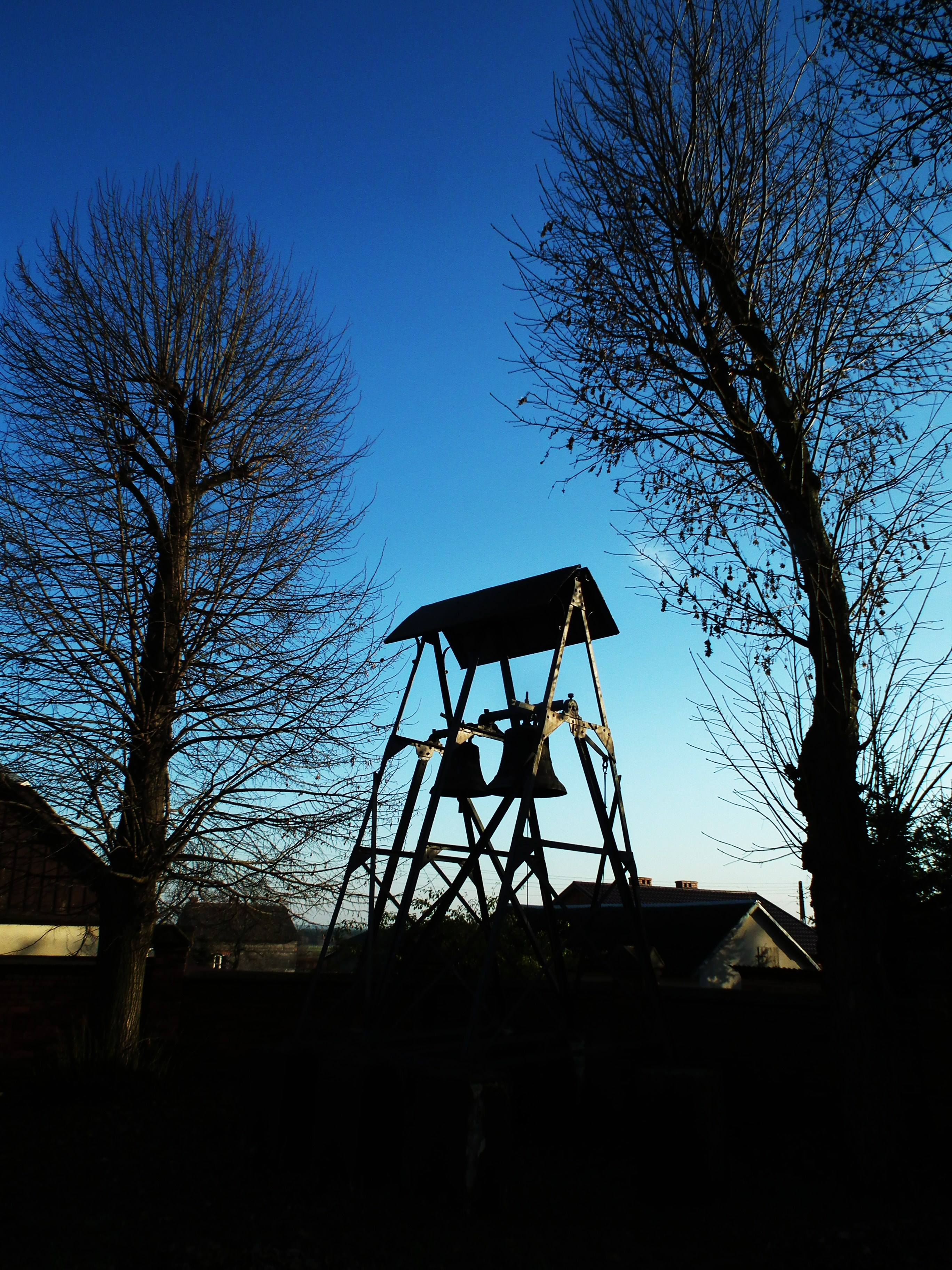
Dzwonnica